# Haus Venne

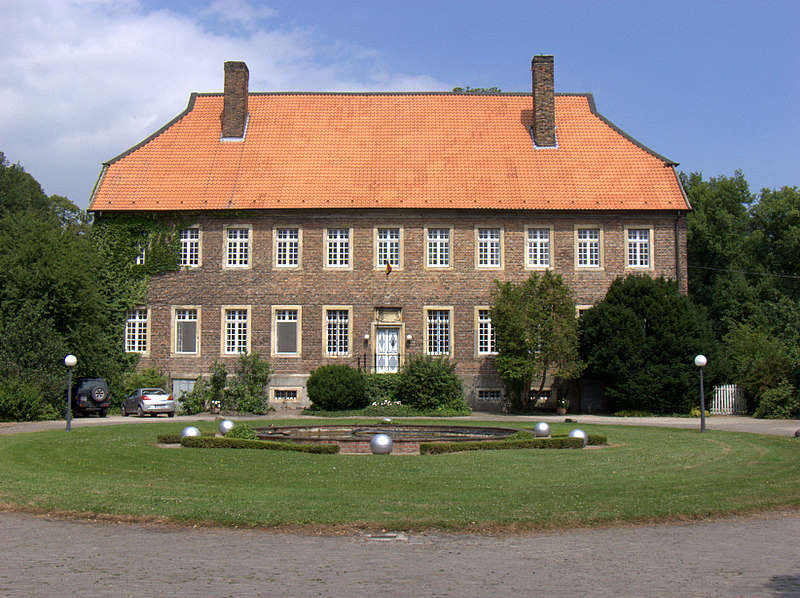
Das Wasserschloss Haus Venne

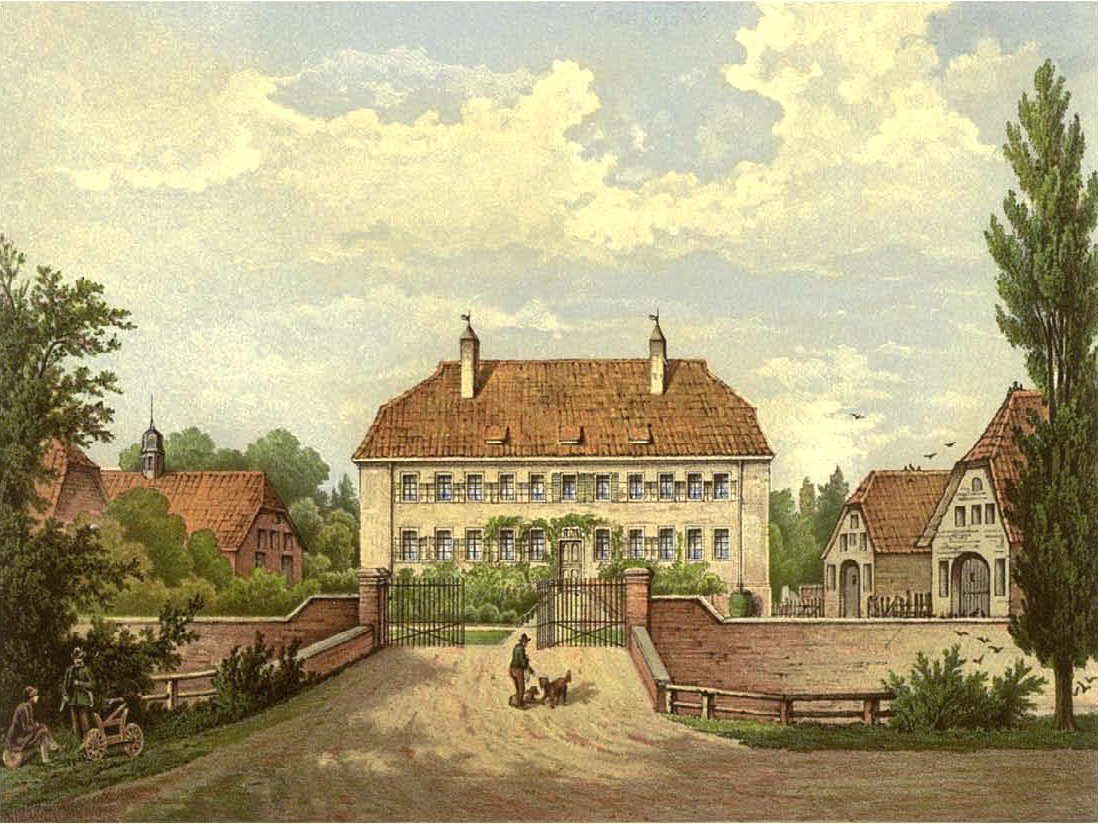
Haus Venne um 1860, Sammlung Alexander Duncker

Das Haus Venne ist ein als Wasserburg oder Wasserschloss bezeichnetes Anwesen in Drensteinfurt-Mersch im Münsterland.

## Lage
Haus Venne steht ganz in der Nähe des Bahnhofs Mersch, etwa 1,5 Kilometer vom Haus Itlingen in Ascheberg-Herbern entfernt an der L671.

## Geschichte
Die ersten Besitzer haben vermutlich den Namen des Hauses geführt und sich somit von Venne genannt. Später stand das Anwesen dann im Besitz derer von Galen. Diese finden erstmals 1299 urkundliche Erwähnung. 1410 heiratete ein vermutlich von Haus Venne stammender von Galen die Erbtochter zu Haus Ermelinghof. 1611 ging Venne dann an die jetzigen Besitzer über, die von Ascheberg. Diese waren über Generationen Drosten des bischöflichen Amtes Werne gewesen. Auch nach Auflösung der alten Verwaltungsbezirke 1802 blieb mit Johann Mathias Freiherr von Ascheberg ein von Ascheberg Droste und wurde schließlich zum ersten Landrat des neuen (ersten) Kreises Lüdinghausen.

## Bauzustand
Haus Venne ist eine symmetrisch angelegte Schlossanlage aus dem frühen 18. Jahrhundert, die um 1710 nach den Plänen von Lambert Friedrich von Corfey aus einem Haupthaus aus Backstein sowie vier symmetrisch zugeordneten Nebenbauten errichtet wurde. Es handelt sich um ein geräumiges Rechteck ohne Flügel. Rechts und links vom Schlosseingang liegen zwei gleichförmige Gebäude. Das linke wurde 1771 als Hauskapelle mit Rokokoausstattung und einem sehenswerten Deckengemälde eingerichtet (siehe Marienkapelle (Drensteinfurt-Mersch)). Insgesamt gibt es vier symmetrisch angeordnete Nebengebäude, von denen die Kapelle eines ist. Die drei anderen werden als Wirtschaftsgebäude für die Landwirtschaft genutzt. Hervorzuheben ist das von Johann Conrad Schlaun errichtete Gartenhaus hinter dem Haupthaus in der Parkanlage. Die Gräfte und die Teiche, die das Haus umgeben, werden vom Mühlenbach, der nordwärts über den Umlaufbach mit der Werse verbunden ist, gespeist.